# Tommaso (album)
Tommaso è il quarto album in studio del rapper italiano Piotta, pubblicato nel 2004 da La Grande Onda.

## Descrizione
Il titolo dell'album è anche il vero nome del cantante, il cui nome di battesimo è Tommaso Zanello. Contiene la hit Ladro di te portata al Festival di Sanremo del medesimo anno e già disco d'oro, è la cover rap di Chi non lavora non fa l'amore sul tema del precariato. Il tour di Tommaso ha visto l'artista esibirsi al Concerto del Primo Maggio di Roma e poi a Tokyo, Atlantic City, New York, Sarajevo.

## Tracce
1. Chi non lavora non fa l'amore – 3:03
2. Anime in bilico – 3:35
3. Riflessi – 5:38
4. A misura d'uomo – 3:09
5. Pago le tasse (e che c***o sto comprando?) (feat. Diavù) – 2:54
6. L'antagonista – 4:05
7. L'antagonista Reprise (feat. MC Giaime, Profeta Matto) – 0:56
8. Antipopstar (feat. Afura) – 4:29
9. Fly Away (feat. Alice) – 3:47
10. Ladro di te – 3:36
11. Mario Capriani – 1:32
12. Tu parli (feat. Andrea Ra) – 4:32
13. Non ti lascia (feat. Tony Blescia) – 3:29
14. Ladro di te (RMX)
15. Chi non lavora non fa l'amore (Bad Boy Version) – 3:05

## Formazione
- Piotta – voce
- Marco Polizzi – basso
- Alessandro Cavallo – chitarra
- Andrea Ra – basso
- Emanuele Bultrini – chitarra
- Devor De Pascalis – basso
- Salvatore Adamo – chitarra
- Francesco Bennardis – pianoforte
- Massimiliano Cusato – percussioni
- Alessandro Canini – batteria
- Massimiliano Lazzaretti – fisarmonica
- Arianna Todero – cori
- Valentina Lupi – cori
- Flavia Martinelli – cori